# 磁気ヘリシティ
磁気ヘリシティ（じきへりしてぃ、英: magnetic helicity）とは、閉空間内に存在する磁場の正味のねじれ具合を定量的に示した物理量である。
一般化されたねじれ具合を示す物理量、あるいは螺旋に関する現象は、ヘリシティと呼ばれる。
一般化されたヘリシティの数式は、ガウスの絡み数に由来する。

## 定義
ベクトルポテンシャルを{\displaystyle {\boldsymbol {A}}}、磁場ベクトルを{\displaystyle {\boldsymbol {B}}}とすると、磁気ヘリシティは以下の式によって定義される。
{\displaystyle {\begin{aligned}H&=\int {\boldsymbol {A}}\cdot \left(\nabla \times {\boldsymbol {A}}\right)\,d^{3}{\mathbf {r} },\\&=\int {\boldsymbol {A}}\cdot {\boldsymbol {B}}\,d^{3}{\mathbf {r} },\\\end{aligned}}}

## 磁気ヘリシティの特徴

### ゲージ不変性
磁気ヘリシティはゲージ不変である。これは、{\displaystyle \phi }をスカラーポテンシャルとして、{\displaystyle {\boldsymbol {A}}\rightarrow {\boldsymbol {A}}+\nabla \phi }とすると、以下のように展開されるからである。
{\displaystyle {\begin{aligned}H&=\int {\boldsymbol {A}}\cdot {\boldsymbol {B}}\,d^{3}{\mathbf {r} }+\int (\nabla \phi )\cdot {\boldsymbol {B}}\,d^{3}{\mathbf {r} },\\&=\int {\boldsymbol {A}}\cdot {\boldsymbol {B}}\,d^{3}{\mathbf {r} }+\int \phi (\nabla \cdot {\boldsymbol {B}})\,d^{3}{\mathbf {r} }+\int \phi {\boldsymbol {B}}\cdot {\boldsymbol {n}}\,d^{2}{\mathbf {r} },\\\end{aligned}}}
{\displaystyle \nabla \cdot {\boldsymbol {B}}=0}（磁束保存の式）であるため、右辺第2項は0である。
右辺第3項の{\displaystyle {\boldsymbol {n}}}は、境界上の法線ベクトルである。
閉空間のため、境界上で{\displaystyle {\boldsymbol {B}}\cdot {\boldsymbol {n}}=0}である。
よって右辺第3項も0である。
（ゲージ不変を満たすために、磁気ヘリシティは閉空間内で定義されなければならない。）

### 磁気ヘリシティの保存
磁気ヘリシティは閉空間において保存量である。
ここで、磁気ヘリシティ密度{\displaystyle h_{0}={\boldsymbol {A}}\cdot {\boldsymbol {B}}}を考える。
Maxwell方程式より、{\displaystyle \partial {\boldsymbol {A}}/\partial t=-{\boldsymbol {E}}-\nabla \phi }である。
磁気ヘリシティ密度の時間変化は以下のようになる。
{\displaystyle {\frac {\partial h_{0}}{\partial t}}+\nabla \cdot {\boldsymbol {h}}=-2{\boldsymbol {E}}\cdot {\boldsymbol {B}}}
ここで、{\displaystyle {\boldsymbol {h}}={\boldsymbol {E}}\times {\boldsymbol {A}}+\phi {\boldsymbol {B}}}である。
- {\displaystyle {\boldsymbol {E}}}がポテンシャル電場である場合({\displaystyle {\boldsymbol {E}}=-\nabla \phi })、{\displaystyle \nabla \cdot {\boldsymbol {h}}=-2{\boldsymbol {E}}\cdot {\boldsymbol {B}}}である。よって、

{\displaystyle {\frac {\partial h_{0}}{\partial t}}=0}
- 理想MHDである場合({\displaystyle {\boldsymbol {E}}=-{\boldsymbol {V}}\times {\boldsymbol {B}}})、以下のように展開できる。

{\displaystyle {\frac {\partial h_{0}}{\partial t}}+\nabla \cdot (h_{0}{\boldsymbol {V}}-({\boldsymbol {A}}\cdot {\boldsymbol {V}}){\boldsymbol {B}})=0}
この式を、境界上で{\displaystyle {\boldsymbol {n}}\cdot {\boldsymbol {B}}=0}である領域で積分すると、
{\displaystyle \int \left({\frac {\partial h_{0}}{\partial t}}+\nabla \cdot (h_{0}{\boldsymbol {V}})\right)\,d^{3}{\mathbf {r} }={\frac {\partial H}{\partial t}}+\int h_{0}{\boldsymbol {V}}\cdot {\boldsymbol {n}}\,d^{2}{\mathbf {r} }}
境界上において{\displaystyle {\boldsymbol {V}}\cdot {\boldsymbol {n}}=0}である場合、磁気ヘリシティの時間変化は0である。
以上により、磁気ヘリシティは保存量である。
（保存量であるために、磁気ヘリシティは閉空間内で定義されなければならない。）

## 相対磁気ヘリシティ
上記に示したように、磁気ヘリシティは「閉空間」においてゲージ不変であり、保存量である。
しかし一方で、いくつかの現実問題に適用するために、「開空間」での磁場のヘリシティを測定したいという動機がある。
そこで、Bergerらは開空間においてヘリシティが0である参照磁場を用いて、
相対的な磁気ヘリシティを定義した。
これを相対磁気ヘリシティと呼ぶ。
以下、参照磁場としてポテンシャル磁場を用いる。
相対磁気ヘリシティ（{\displaystyle H_{R}}）は以下のように定義される。
{\displaystyle H_{R}=\int ({\boldsymbol {A}}+{\boldsymbol {A}}_{P})\cdot ({\boldsymbol {B}}-{\boldsymbol {B}}_{P})\,d^{3}{\mathbf {r} }}
下付添え字の{\displaystyle P}は、ポテンシャル磁場成分を示す。
開空間であるため、境界の時間変化により境界内部の相対磁気ヘリシティも変化することが考えられる。
上式の時間微分をとると、以下の式になる。
{\displaystyle {\frac {\partial H_{R}}{\partial t}}=2\int [({\boldsymbol {A}}_{P}\cdot {\boldsymbol {V}}_{t}){\boldsymbol {B}}_{n}-({\boldsymbol {A}}_{P}\cdot {\boldsymbol {B}}_{t}){\boldsymbol {V}}_{n}]\cdot {\boldsymbol {n}}\,d^{2}{\mathbf {r} }}
よって、境界上での速度場、磁場（ベクトルポテンシャル）が得られれば相対磁気ヘリシティの時間変化（入射量）を計算することができる。

## 他分野への応用
磁気ヘリシティはいくつかの分野で研究対象となっている。

### 太陽物理学
太陽磁場は、太陽大気中の突発的なエネルギー解放現象（例、フレア）のエネルギー源である。
太陽フレアによって放出された磁気エネルギーや、その発生過程を詳しく知るためには、
各太陽活動領域の3次元磁場構造を知る必要がある。
しかし、観測上の様々な困難（コロナ自体の光量の低さや、2次元CCD上のデータから3次元構造を推測する事の困難など）のため、観測から3次元磁場構造を得ることはできていない。
一方、上式を用いた、光球面からコロナ中への磁気ヘリシティ入射量の測定が、
太陽フレアの発生過程の理解に有力であると考えられている。
このため、太陽光球面の磁場データを解析して光球面上の速度場を得る研究が盛んに行われている。
また、光球面上の磁場と速度場が得られれば、ポインティングフラックスも同時に測定する事ができる。